# Maihueniopsis camachoi
Maihueniopsis camachoi es una planta de género de las maihueniopsis y la familia de las cactáceas.

## Descripción
Es un subarbusto que presenta pelos espinosos en sus areolas y produce frutos de 2 a 4 cm. Actúa como refugio para otras plantas y es conocido comúnmente como «cactus madre». Sus frutos son consumidos por los animales.

## Distribución
Crece en matorrales xerófitos de Argentina, Perú, Chile y Bolivia. En Chile, se encuentra en la región de Antofagasta; en Bolivia, en Oruro y Potosí; en Perú, en la costa sur; y en Argentina, en Salta.

## Galería

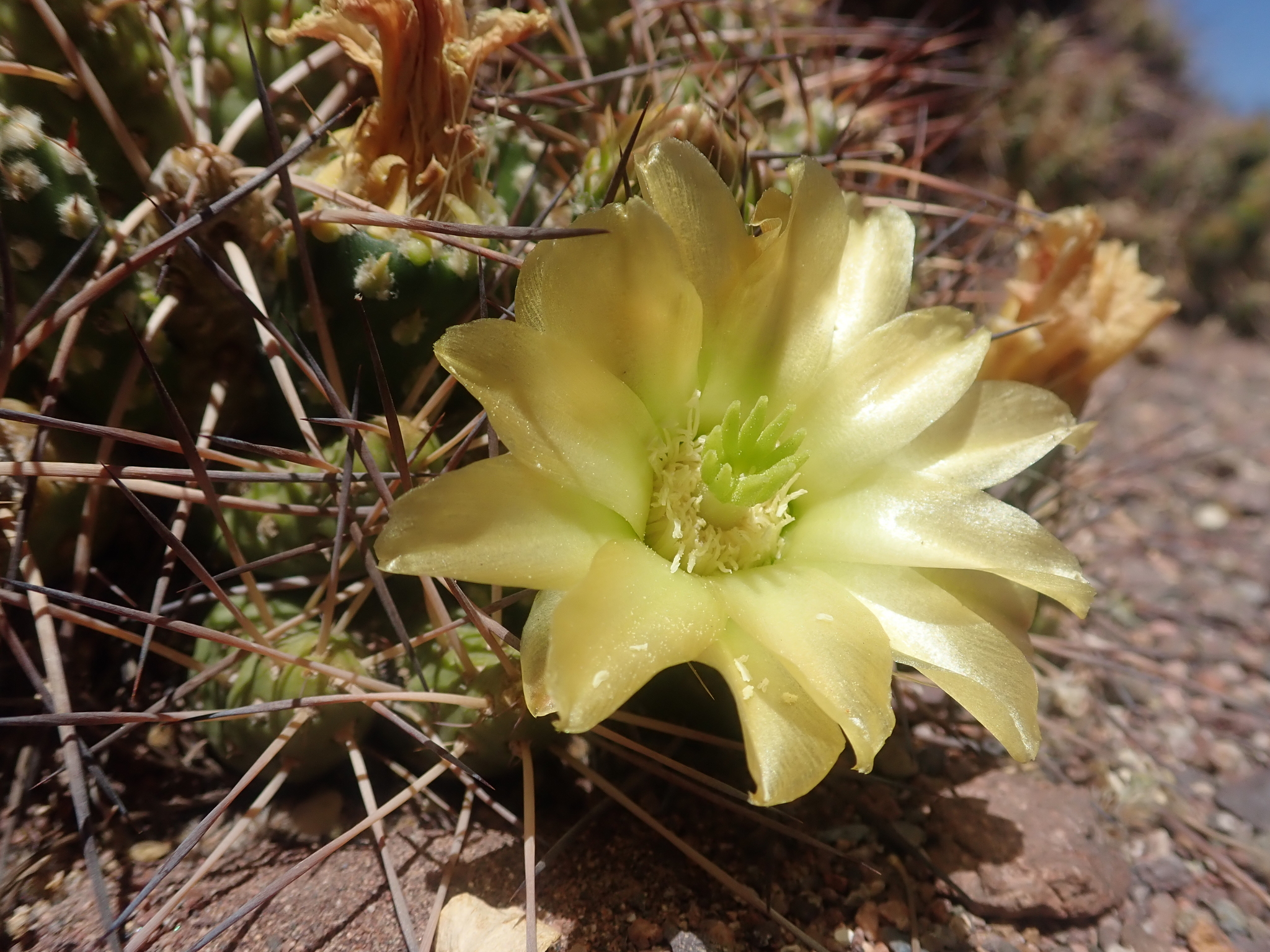
Flor de M. camachoi.
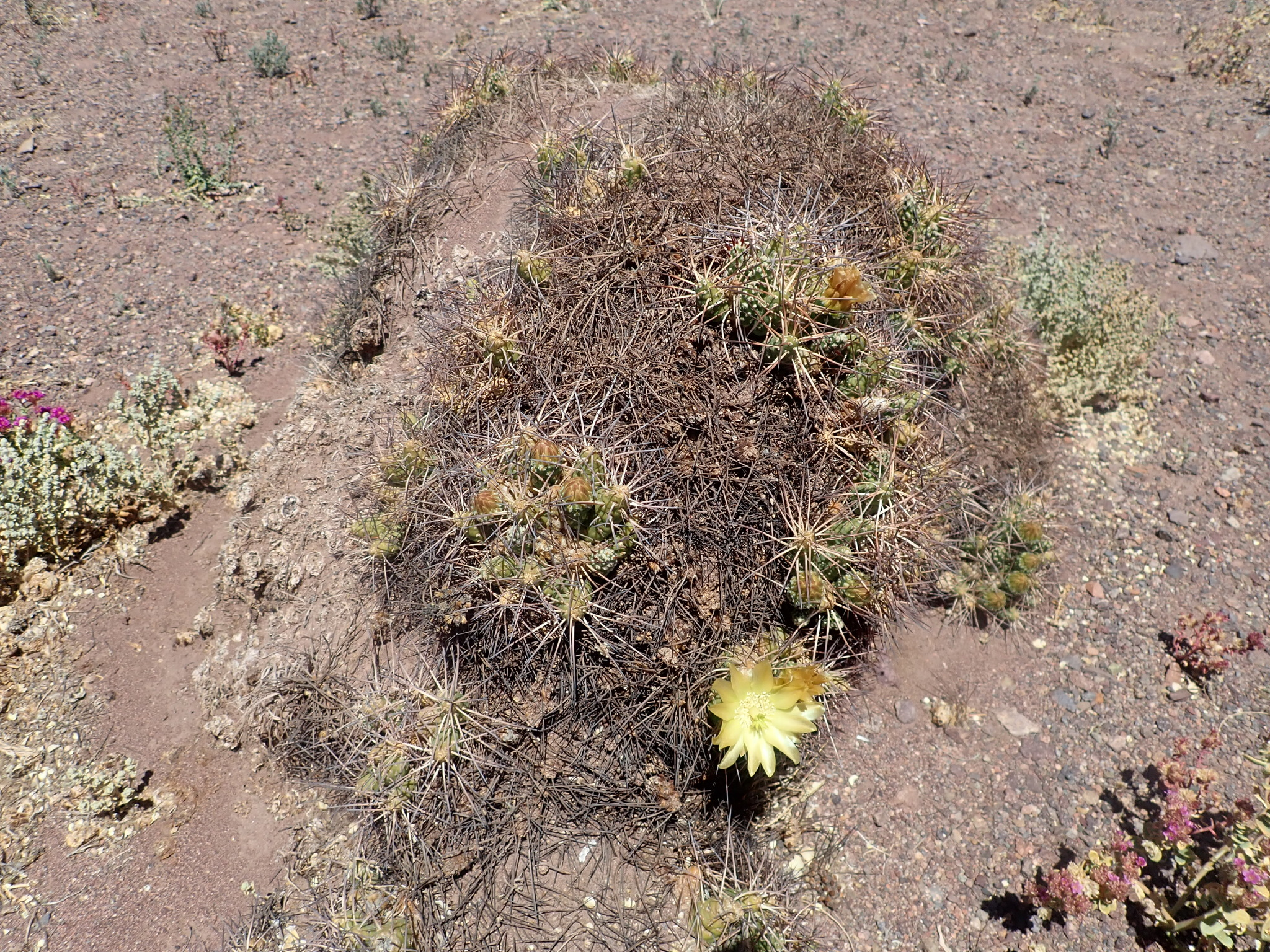
Vista superior.
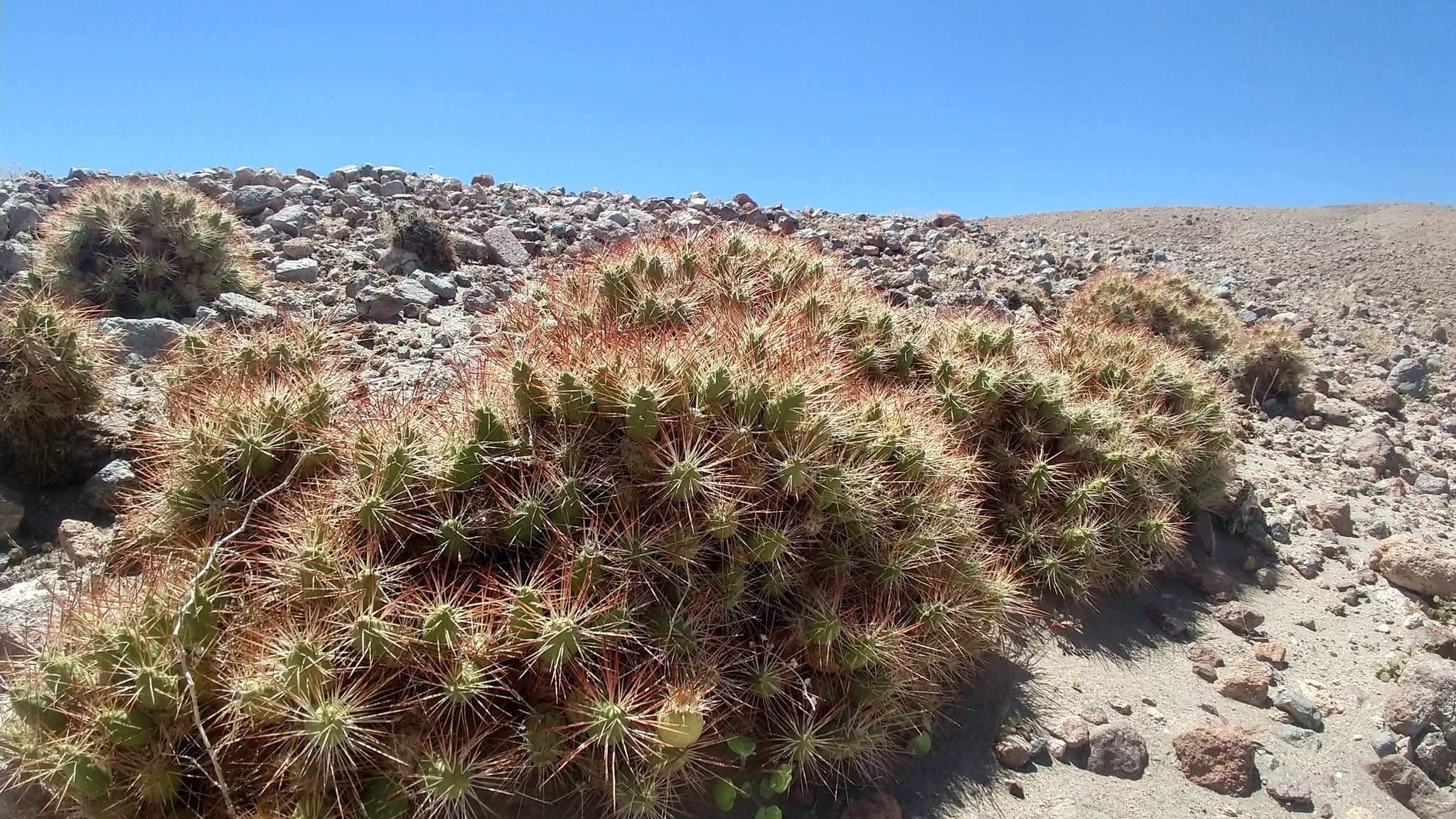
Espécimen de gran tamaño.
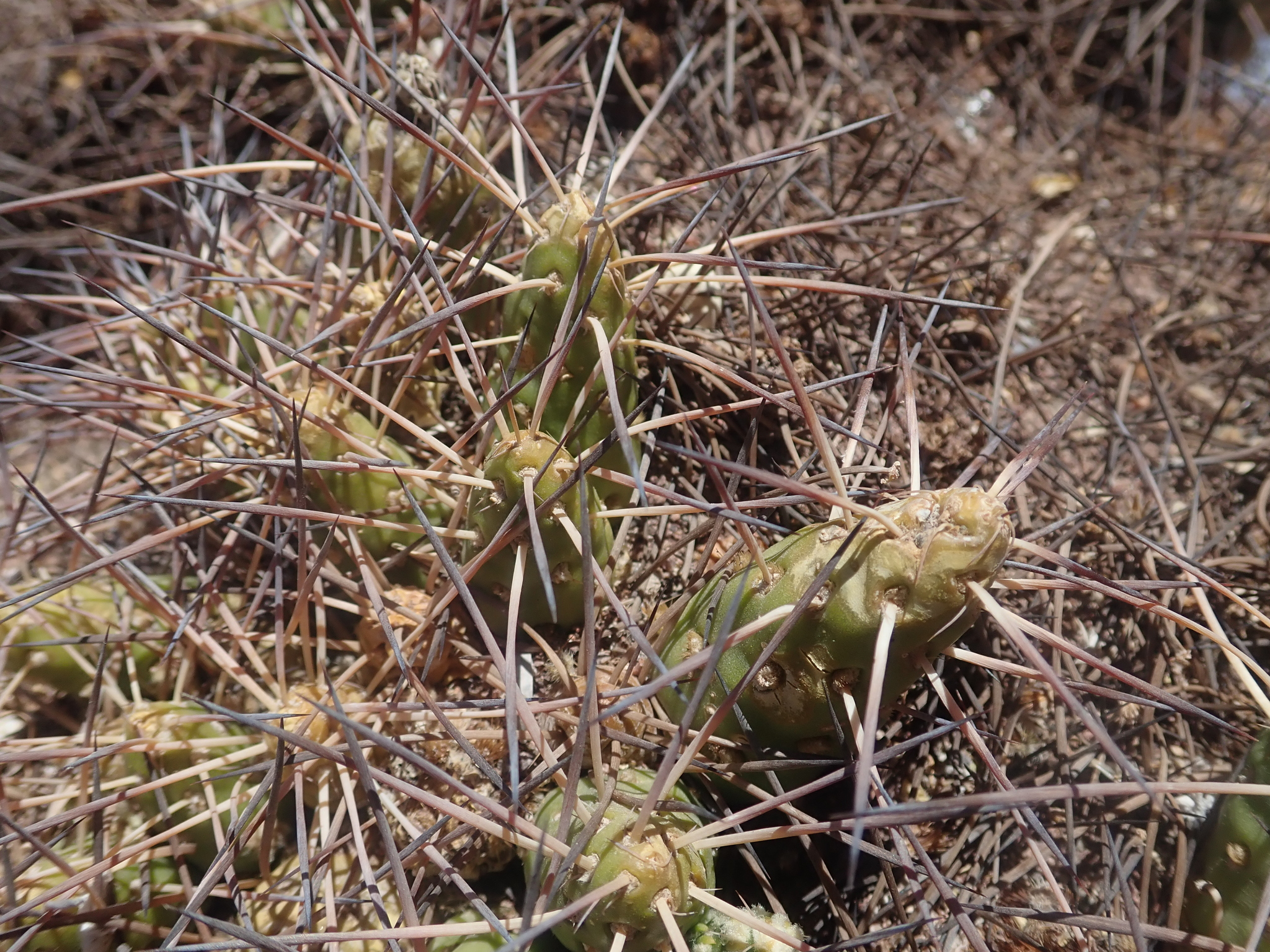
Acercamiento.